# 菲爾·萊什
菲利浦·查普曼·萊什（英語：Philip Chapman Lesh，1940年3月15日—2024年10月25日）是美國音樂家以及搖滾樂團感恩至死的創始成員，並在樂團存在的30年間擔任其貝斯手。
隨著1995年樂團解散，萊什繼續以周邊計畫菲爾·萊什與朋友樂團演出原創歌曲、翻唱歌曲以及其他樂團成員的歌來延續感恩至死的傳統。萊什自己也營運著音樂餐廳Terrapin Crossroads。他在2014年縮減了個人的巡演場次，但繼續與朋友樂團一起演出。自2009年至2014年，萊什與前感恩至死隊友鮑勃·維爾共組Furthur樂團進行演出。

## 背景
萊什出生於加利福尼亞州的柏克萊， 最初是一名小提琴手。在伯克利高中就讀期間，他轉而學習小號並參加了學校所有與音樂相關的課外活動。在師事於金門公園交響樂團指揮鮑勃·漢森（Bob Hansen）的期間，萊什開始對先鋒派古典音樂和自由爵士樂產生興趣。在舊金山州立大學學習了一個學期後，萊什無法在學校的樂團或管弦樂團中獲得想要的位置，並確定自己還沒有準備好接受高等教育，最後被退學。之後他在漢森的幫助下成功參加了著名的第六軍團樂隊的面試（當時軍團駐紮在舊金山要塞），但最終被確定不適合服兵役。 
此後不久，萊什就讀聖馬刁大學，在那他為社區學院的大樂團寫譜並獲得了首席小號手的位置（感恩至死1968年發行的專輯《Anthem of the Sun》中的歌曲〈Born Cross-Eyed〉中就使用了萊什在大樂團吹小號的一段錄音片段）。1961年大二轉學至加州大學伯克利分校後，他結識了未來的感恩至死成員—鍵盤手湯姆·康斯坦汀，然後不到一個學期後又被退學。1962年春天，在康斯坦汀的要求下，萊什在密爾斯學院的研究生課程中跟隨義大利現代主義作曲家盧恰諾·貝里奧學習；當時萊什的同窗包括簡約主義作曲家史提夫·萊許和電子音樂研究者約翰·喬寧。
在此期間，萊什志願為KPFA擔任錄音工程師，並結識了藍草斑鳩琴手傑瑞·加西亞。儘管有著天差地遠的音樂品味，兩人還是成為了好友。萊什接著陸續轉任了其他工作，先是在拉斯維加斯谷擔任郵政部員工以及賭場裡的基諾遊戲主持人，接著在舊金山郵局工作。1964年秋天，在與其他音樂家的合作結束後，萊什被說服成為加西亞的新搖滾樂團The Warlocks的貝斯手，可是他到這時都沒彈過貝斯。據本人表示，他與樂團第一次排練的歌曲是〈I Know You Rider〉，並在樂團的第三次或第四次演出時正式上場演奏（記憶各不相同），自此就成為固定班底了。
由於萊什從沒彈過貝斯，這使他得在一次又一次演奏中學習，但這也代表他對於流行樂節奏聲部的概念沒有先入為主的想法。他在自傳中表示傑佛森飛船的貝斯手傑克·卡薩迪影響了他演奏技巧與風格，其他影響他的還有巴赫的對位法、爵士樂貝斯手查爾斯·明格斯和吉米·蓋瑞森、以及奶油樂團的傑克·布魯斯。

## 音樂風格

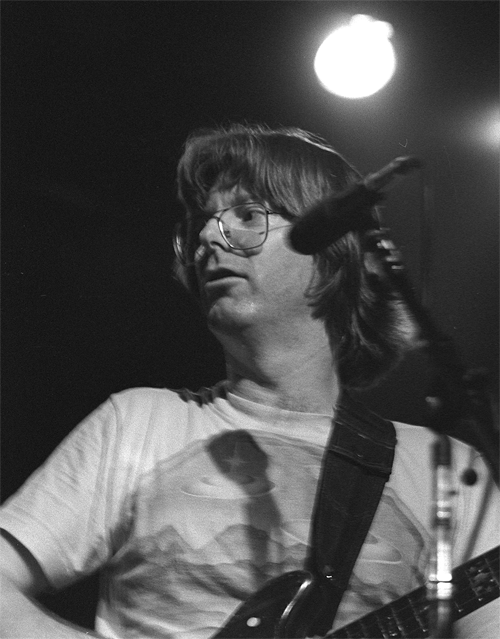
1976 年12月19日，表演中的菲爾·萊什。

萊什與卡薩迪、布魯斯、詹姆斯·傑默森和保羅·麥卡尼等同時期的貝斯手是1960年代中期開發的電貝斯新角色的創新者，對這種樂器採用了更加旋律化、對位的演奏方式。在此之前，搖滾中的貝斯手都擔任著維持節奏與速度的角色，通常依在拍點上彈奏和弦或和声內音。萊什則是在不拋棄上述身分的情況下，在歌曲進行中加入自己的即興演奏，這便是舊金山之聲的一大特色，而這樣的演奏風格也讓萊什的貝斯在感恩至死的現場即興演奏中，和加西亞的吉他一樣擔當主奏樂器的作用。
萊什雖然不是感恩至死裡最多產的詞曲作家，也不常擔任主唱，但還是貢獻或合寫了如〈New Potato Caboose〉、〈Box of Rain〉、〈Truckin'〉、〈Unbroken Chain〉和〈Pride of Cucamonga〉等樂團知名的歌曲。萊什的男高音歌聲是組成樂團早期三聲部合聲的元素之一，但直到1976年因唱歌技巧不當造成聲帶受損之後，他便將高音和聲的部分交給了唐娜·珍·戈奧斯、布蘭特·米德蘭和文斯·威爾尼克來唱。1985年，他重新在部分歌曲中擔任主唱，只是他改唱男中音。在感恩至死的歷史中，他對前衛音樂的興趣仍然對樂團產生了至關重要的影響。 
1994年，萊什以感恩至死成員身分入選搖滾名人堂。

## 感恩至死之後
隨著感恩至死於1995年解散後，萊什繼續留在其分支樂團The Other Ones和The Dead和自己的朋友樂團進行演出。1999年，他還與巴布·狄倫進行聯合巡演。
此外，萊什和他的妻子吉兒（Jill）管理著他們的慈善組織 Unbroken Chain Foundation。這對夫婦的兩個孩子格雷罕（Grahame）和布萊恩（Brian）也跟隨著父親的腳步成為音樂家，這三人經常在公開和私下一起演奏。1998年，萊什由於慢性C型肝炎感染接受了肝移植，之後他便成為器官捐贈的倡導者，並在定期表演時鼓勵觀眾成為器官捐贈者。2005年4月，萊什的回憶錄《Searching for the Sound: My Life with the Grateful Dead》（ISBN 0-316-00998-9）發行。
2006年10月26日，萊什在他的官方網站上發表聲明，透露他被診斷出患有攝護腺癌並將於2006年12月接受手術以將其切除。2006年12月7日，手術成功。2009年，萊什與感恩至死的其餘成員一起返回巡迴演出，而他在同年的夏季巡演之後與鮑勃·維爾共組新樂團Furthur，並於同年9月亮相。
2012年3月8日，萊什加州聖拉菲爾營運的音樂餐廳Terrapin Crossroads正式開張。萊什父子三人組成Terrapin Crossroads的當家樂團Terrapin Family Band，除了演奏感恩至死的歌曲以外，也會演奏如蒙福之子樂團、扎克·布朗樂團等現代音樂人的歌曲。同年他也重啟與朋友樂團的演出。自Furthur於2014年解散後，萊什不再進行巡演，如今他只在Terrapin Crossroads裡與他的朋友樂團和Terrapin Family Band有固定演出。他有時也會參與部分美國劇場和音樂節的演出。
2015年，萊什參與了感恩至死的創團五十周年紀念演出Fare Thee Well，以及與鮑勃·維爾的2018年春季短巡演。2015年10月，萊什表示他接受了膀胱癌手術。他說他的術後狀態很好，並希望能完全康復。2019年8月，萊什宣布他必須接受背部手術，他和他的樂團不得不取消即將在Outlaw音樂節、特柳賴德藍調與啤酒節和Dirt Farmers Festival上的表演。

## 作品
The Other Ones
- 《The Strange Remain（英语：The Strange Remain）》（1999年2月9日）

菲爾·萊什與朋友樂團
- 《Love Will See You Through（英语：Love Will See You Through）》（1999年10月26日）
- 《There and Back Again（英语：There and Back Again (Phil Lesh album)）》（2002年5月21日）
- 《Live at the Warfield（英语：Live at the Warfield）》（2006年10月31日）